# Джером Деймон
Джером Деймон (англ. Jerome Damon, нар. 4 квітня 1972, Кейптаун) — футбольний арбітр з Південно-Африканської Республіки. Арбітр ФІФА, обслуговує міжнародні матчі з 2000 року. Обслуговував матчі чемпіонату світу 2006 та 2010, Кубка африканських націй 2004, 2006 та 2008. За професією — вчитель.